# Milton Bearden
Milton Bearden (Oklahoma, 1940) è uno scrittore ed ex agente segreto statunitense, consulente cinematografico ed ex ufficiale della CIA.
È stato presidente e CEO dell'Asia-Africa Projects Group, una società di servizi di consulenza e sviluppo con sede a Washington, DC dal 2010 al 2015. Dal 1998 è autore e consulente cinematografico. A partire dal 2016, Bearden vive ad Austin, in Texas, con la moglie di origini francesi, Marie-Catherine, professoressa all'Università del Texas ad Austin, e presidente dell'Académie de l'étiquette, un gruppo di consulenza sul protocollo e l'etichetta.

## Infanzia e studi
Bearden nacque in Oklahoma e trascorse i suoi primi anni di vita a Washington, dove suo padre lavorava al Progetto Manhattan, trasferendosi in seguito con la sua famiglia a Houston, in Texas . Dopo aver prestato servizio nell'aeronautica degli Stati Uniti, si unì alla CIA nel 1964. Bearden ha studiato cinese allo Yale Institute of Far Eastern Languages e ha conseguito un Bachelor of Arts in linguistica presso l'Università del Texas ad Austin .

### CIA
Durante i suoi 30 anni di carriera con la CIA, Bearden è stato capo stazione in Pakistan, Nigeria, Sudan e Germania . In particolare ricoprì tale ruolo in Pakistan negli anni 1986-1989, giocando un ruolo importante nella gestione della fornitura di armi, di supporto d'intelligence e di formazione all'ISI, i servizi segreti pakistani, che a sua volta hanno sostenuto i mujaheddin afgani nella guerra contro le forze di occupazione sovietiche. Fu anche responsabile della raccolta di informazioni sul programma di produzione di armi nucleari del Pakistan, ai quei tempi ancora coperto da segreto.
Bearden è apparso più volte nel documentario della BBC di Adam Curtis intitolato The Power of Nightmares dove ha parlato del suo coinvolgimento con i mujaheddin, oltre che dei combattenti provenienti dal mondo arabo e di come gli fosse stato assegnato il ruolo da William Casey, l'allora attuale direttore della CIA .Secondo Bearden, Casey gli disse che l'Afghanistan sembrava essere una delle chiavi per la vittoria nella cosiddetta Guerra fredda. Sempre secondo Bearden: "Casey mi disse "'Voglio che tu vada in Afghanistan, voglio che tu vada il mese prossimo e ti darò tutto ciò di cui hai bisogno per vincere".  . . . Mi ha dato i missili Stinger e un miliardo di dollari!"
Bearden era uno degli alti funzionari della CIA criticati nel " fax spia " del 1994. Il fax sarebbe stato scritto dall'ex ufficiale della CIA David Sullivan e indirizzato ai membri del Congresso che indagavano su questioni della CIA, incluso il caso di spionaggio di Aldrich Ames.
In seguito fu nominato Capo della Divisione Sovietico/Est Europa durante il crollo dell'Unione Sovietica . Ha ricevuto la Distinguished Intelligence Medal, la Intelligence Medal of Merit e il Donovan Award per il suo servizio alla CIA. Ha ricevuto la Croce Federale al Merito dal Presidente della Repubblica Federale Tedesca per il suo servizio in Germania alla fine della Guerra fredda.

### Scrittore e commentatore
Da quando è andato in pensione, Bearden ha scritto libri basati sulle sue esperienze, commentato eventi ed è apparso in programmi televisivi, tra cui Secret Warriors ( Discovery Channel), Covert Action ( BBC ), The Power of Nightmares ( BBC2 ) e Heroes Under Fire ( The Canale storico ). Sebbene generalmente sostenga la CIA e la sua missione, è stato anche esplicito nelle sue critiche alle azioni degli Stati Uniti nella guerra al terrorismo . È coautore di un libro con James Risen. Inoltre Bearden è un frequente collaboratore delle pagine editoriali del New York Times, del Los Angeles Times e del Wall Street Journal, e ha contribuito a Foreign Affairs e al libro sugli attacchi dell'11 settembre, How Did This Happen?, pubblicato da PublicAffairs . È anche consulente per CBS News.
Nell'agosto 1999, ha sostenuto che la minaccia rappresentata da Osama bin Laden era stata gonfiata a dismisura. Ha chiesto al governo degli Stati Uniti di rinunciare a "qualsiasi piano per un'azione militare unilaterale contro Osama bin Laden o per un altro attacco missilistico da crociera in Afghanistan". Bearden ha anche chiesto un "dialogo serio" con i talebani e ha affermato che gli stessi "non hanno un obbligo maggiore di estradare Osama bin Laden negli Stati Uniti di quanto, ad esempio, non lo abbiano i francesi nel caso di Ira Einhorn o gli israeliani nel caso di Samuel Scheinbein - entrambi latitanti dalla giustizia americana in casi di omicidio capitale".
Dopo gli attacchi dell'11 settembre, ha coniato il termine "cimitero degli imperi" per riferirsi all'Afghanistan, riferendosi alle vittorie afgane contro gli invasori esterni che hanno avuto conseguenze politiche significative per gli stessi invasori. Bearden ha predetto che fare affidamento sull'Alleanza del Nord contro i gruppi etnici maggioritari avrebbe creato "una brutale guerra civile generale che sarebbe continuata fino a quando gli Stati Uniti non si sarebbero semplicemente arresi".
Bearden ha commentato diversi documentari e serie televisive, tra cui Nightline, 60 Minutes, Biography, Uncovered: The War on Iraq, The Power of Nightmares: The Rise of the Politics of Fear, National Geographic: Inside 9/11, Our Own Il soldato Bin Laden, Gli anni Ottanta, Afghanistan 1979, Spy Wars e Afghanistan: The Wounded Land.

### Consulente cinematografico
Ha lavorato con Robert De Niro in Ti presento i miei e con De Niro e lo sceneggiatore Eric Roth in The Good Shepherd. Gli Universal Studios e la TriBeCa Productions di De Niro hanno opzionato The Main Enemy come seguito di The Good Shepherd. Ha anche lavorato con il regista Mike Nichols nel film La guerra di Charlie Wilson.

## Romanzi
- Il tulipano nero: un romanzo sulla guerra in Afghanistan (1998) ISBN 0-375-76083-0
- Il nemico principale, La storia interna della resa dei conti finale della CIA con il KGB, con James Risen (2003) ISBN 0-679-46309-7
- Come è successo, il terrorismo e la nuova guerra (2001) (collaboratore) ISBN 1-58648-130-4